# Liste der Bodendenkmale in Niederau
In der Liste der Bodendenkmale in Niederau sind die Bodendenkmale der Gemeinde Niederau und ihrer Ortsteile nach dem Stand der Auflistung von Harald Quietzsch und Heinz Jacob aus dem Jahr 1982 aufgelistet. Eventuelle Änderungen und Ergänzungen, insbesondere aus der Zeit nach der Wende, sind nicht berücksichtigt, da für Sachsen aktuell keine neueren allgemein zugänglichen Bodendenkmallisten vorliegen. Die Baudenkmale sind in der Liste der Kulturdenkmale in Niederau aufgeführt.
| Denkmal-ID | Fundart             | Ortsteil | Bezeichnung           | Zeitstellung    | Lage                                                                               | Bemerkungen | Bild |
| ---------- | ------------------- | -------- | --------------------- | --------------- | ---------------------------------------------------------------------------------- | --- | ---- |
| ?          | besonderer Stein    | Gröbern  | Steinkreuz            | Spätmittelalter | im Ort, vor der nördlichen äußeren Kirchhofsmauer                                  | Schutz seit 20. Dezember 1972                                                                                  |      |
| ?          | besonderer Stein    | Niederau | Steinkreuz            | Spätmittelalter | im Ort, vor der südöstlichen äußeren Kirchhofsmauer                                | Schutz seit 20. Dezember 1972                                                                                  |      |
| ?          | Befestigung > Burg  | Oberau   | Wehranlage            | Mittelalter     | ostnordöstlich des Orts, Höhe westlich der Buschmühle, „Pfarrbusch“                | spärlich befestigte Anhöhe mit refugialem Charakter, Schutz seit 1937, erneuert 9. Oktober 1957                |      |
| ?          | Befestigung > Burg  | Oberau   | Wasserburg            | Mittelalter     | südlicher Ortsrand, westlicher Gutsbereich                                         | durch Schloss überbaut, Wassergraben umlaufend erhalten, Schutz seit 4. Oktober 1934, erneuert 9. Oktober 1957 |      |
| ?          | besonderer Stein    | Oberau   | Steinkreuz            | Spätmittelalter | nordöstlich des Orts, südlich an der Straße nach Gohlis, zwischen den Bahnstrecken | Schutz seit 20. Dezember 1972                                                                                  |      |
| ?          | Grabmal > Grabhügel | Oberau   | vermutete Hügelgräber | Bronzezeit?     | östlich des Orts, Forstrevier Oberau Abteilung 10, nördlich des Neuteichs          | Schutz seit 18. Januar 1973                                                                                    |      |